# Doodle Jump
Doodle Jump je videoigra koju je razvila i objavila tvrtka Lima Sky 6. travnja 2009. za iOS (kasnije i za ostale platforme).
U lipnju 2010. osvojila je nagradu za dizajn Apple Design Award.
Autori te vrlo popularne igre su hrvatski programeri Marko Pušenjak i Igor Pušenjak.

## Vanjske poveznice
- Lima Sky Stranica
- Stranica Doodle Jump  Arhivirana inačica izvorne stranice od 29. kolovoza 2011. (Wayback Machine)